# Parco sommerso di Baia
Il parco sommerso di Baia è un'area marina protetta localizzata sulle coste della città metropolitana di Napoli a nord del Golfo di Napoli. È anche definito "la Pompei sommersa", poiché ha una struttura simile a quella della città romana.

## Storia e descrizione
Istituita nel 2002 con decreto congiunto del ministro dell'ambiente e della tutela del territorio e di quello per i beni e le attività culturali, l'area rappresenta, assieme al parco sommerso di Gaiola, un esempio unico in ambito Mediterraneo di protezione archeologica e naturalistica subacquea.

Le due aree protette, inserite a terra nel più vasto contesto del parco dei Campi Flegrei di competenza della Regione Campania, si propongono appunto la tutela e lo studio dei reperti archeologici sommersi in tali aree congiuntamente alla salvaguardia degli ecosistemi marini e costieri.
La particolarità di tali zone è legata al fenomeno vulcanico del bradisismo che ha interessato da sempre l'intera costa nord dell'area napoletana. Tale fenomeno ha causato movimenti verticali dell'area con escursioni in positivo ed in negativo di molti metri provocando negli ultimi 2000 anni l'inabissamento della linea di costa romana di circa 6/8 metri. Intorno al primo secolo a.C. infatti l'intera zona costiera a nord di Napoli era una fiorentissima stazione climatica, resa alla moda anche dalla presenza di una villa imperiale, il Pausilypon appunto che dette il nome al Promontorio di Posillipo, costruita dal ricco liberto Publio Vedio Pollione. Costui alla sua morte, nel 15 a.C., nominò Augusto erede di tutti i suoi beni, Pausilypon compreso.
In seguito ingrandita ed abbellita come proprietà imperiale, tale luogo pare abbia visto il tragico concludersi della congiura contro l'imperatore Nerone.
Fra gli ambienti di maggiore pregio, che oggi si trovano inabissati, vi è il ninfeo di Punta Epitaffio, triclinium con funzione di sala per banchetti risalente all'epoca dell'imperatore Claudio, le cui statue sono state trasferite all'interno del Museo archeologico dei Campi Flegrei dove l'ambiente è stato ricostruito.
Inoltre si trovano sommersi su tale costa i resti dei porti commerciali di Baia (Lacus Baianus) ed il Portus Julius. Più a nord aveva sede il porto di Capo Miseno sede storica della flotta imperiale romana.
Lo straordinario valore di tali siti è dato sia dal notevole stato di conservazione dei reperti archeologici, oltre che dal loro valore storico archeologico oggettivo. Mosaici, tracce di affreschi, sculture, tracciati stradali e colonne, sono sommersi a circa 5 metri sotto il livello del mare tra anemoni stelle marine e branchi di castagnole. Inoltre la presenza di ecosistemi sommersi di pregio come il fondale a precoralligeno e comunità di fanerogame marine (essenzialmente Posidonia oceanica e Cymodocea nodosa) fanno di tali luoghi ambienti di valore naturalistico rilevante, riconosciuti come tali sia dalla legislazione nazionale italiana, sia da quella Comunitaria. Il luogo è straordinariamente suggestivo, e fa di questo tratto dei fondali una piccola Atlantide romana.

## Gestione
Le due aree protette, dopo una gestione provvisoria della soprintendenza archeologica di Napoli, in attesa dell'individuazione da parte del Ministero dell'ambiente e della tutela del territorio di un ente gestore definitivo, sono state quindi affidate, dal 2021, al Parco archeologico dei Campi Flegrei.